# Autopsy
Autopsy (с англ. — «Вскрытие») — американская дэт-метал-группа из города Конкорд, штат Калифорния, образованная в 1987 году.

## История группы

### Начало
Группа сформирована в августе 1987 года ударником Крисом Райфертом (Chris Reifert), который к тому времени успел записать с Чаком Шульдинером (Chuck Schuldiner, группа Death) альбом «Scream Bloody Gore», и гитаристом Эриком Катлером (Eric Cutler). В первый состав группы Райферт и Катлер пригласили гитариста Дэнни Кораллеса (Danny Coralles, ex-Abscess, The Ravenous, Eat My Fuk, Doomed, Bloodbath).

### «1987 Demo», «Critical Madness» (1986—1987)
В 1987 году Autopsy записали первое демо «1987 Demo», которое включило в себя четыре трека: «Human Genocide», «Embalmed», «Stillborn» и «Mauled To Death». Стилистика пластинки была схожа с музыкальной лирикой группы Death. В 1988 году группа записала второе демо «Critical Madness», на которое обратили своё внимание сотрудники лейбла Peaceville Records и предложили контракт на запись альбома.

### «Severed Survival» (1988—1990)
В 1989 году Autopsy выпустили дебютный альбом «Severed Survival», который был выдержан в стиле настоящего замогильного дэт-метала. Партии баса в альбоме записал Стив Диджорджио (Steve DiGiorgio, группа Sadus), а на гастролях играл Кен Совари (Ken Sorvari), который участвовал в европейском туре с группами Bolt Thrower и Pestilence. Во время гастролей группа выпустила первый сингл «Retribution for the Dead».
По возвращении из Европы Совари был заменён Стивом Катлером (Steve Cutler, брат Эрика), а тот в свою очередь Джошем Бароном (Josh Barohn, ex-Suffocation). Последний также долго в группе не задержался и перешёл в группу Welt.

### «Mental Funeral», «Acts Of The Unspeakable», «Shitfun» (1991—1995)
В 1991 году группа записывает и выпускает второй альбом «Mental Funeral» на лейбле Peaceville Records, а также второй сингл «Fiend For Blood», который помогал записывать старый друг группы — Стив Диджорджио. В начале следующего года группа выступила на фестивале в Детройте вместе с Mortician, Vital Remains и Repulsion, но в составе трио, так как Катлер к тому моменту сломал себе руку, а позже и полностью оставил коллектив на Джоша Барона.
В 1992 году вышел третий альбом «Acts Of The Unspeakable», который имел некоторые проблемы при продаже в некоторых странах, например, из-за цензуры на обложке альбома власти Австралии полностью запретили релиз к продаже, а власть Германии приняла решение конфисковать партию футболок с изображением с обложки.
В 1995 году вышел очередной альбом под названием «Shitfun», который был выдержан больше в стилях панк и хардкор, о чём свидетельствуют песни «Bowel Ripper», «Burnt To A Fuck» и «Excremental Ecstasy». Прошло совсем мало времени после официального выпуска пластинки, и Autopsy самораспустились, а чуть позже Рейферт с Кораллесом основали новый проект Abscess.

### Сборники и компиляции на время распада (2001—2004)
В 2001 году лейбл Necroharmonic Productions выпустил сборник ранних песен группы «Ridden With Disease» и сингл из концертных песен под названием «Tortured Moans Of Agony». В том же году лейбл Peaceville Records в свою очередь издал компиляцию «Torn From The Grave», включившую в себя лучшие песни группы с 1987 по 1995 годы. Уже в 2004 году лейбл Peaceville Records решил выпустить живой альбом «Dead as Fuck».

### Воссоединение группы (2008 — …)
В сентябре 2008 года музыканты решили собраться на студии лейбла Peaceville Records и записать две новые песни из старого материала группы для перезаписанного альбома «Classic Severed» 1989 года. Издание было выпущено 23 февраля 2009 года и стало первой работой Autopsy за последние 14 лет.
В июле 2009 года группа выступила на фестивале «Maryland Deathfest» на одной сцене с Brutal Truth, Immolation, Atheist и Napalm Death. Ближе к концу года музыканты выпустили на лейбле Peaceville Records сингл «Horrific Obsession». В 2010-м году Autopsy снова приняли участие в фестивале «Maryland Deathfest» с Дэни Лилкером (Dan Lilker).
2 июня 2010 года Райферт с остальными музыкантами объявил, что Autopsy действует на постоянной основе в таком составе: Райферт, Кораллес, Катлер и новый басист Джо Тревисано (Joe Trevisano). Уже осенью группа выпустила сингл «The Tomb Within» в преддверии первого за 16 лет студийного альбома «Macabre Eternal».
В июле 2013 года выходит новый альбом под названием The Headless Ritual. Новый релиз сделан в лучших олд-скульных традициях дэт-метала начала 1990-х годов и подтвердил преданность группы жанру.

## Дискография группы

### Студийные альбомы
- Severed Survival (1989)
- Mental Funeral (1991)
- Acts of the Unspeakable (1992)
- Shitfun (1995)
- Macabre Eternal (2011)
- The Headless Ritual (2013)
- Tourniquets, Hacksaws, & Graves (2014)
- Morbidity Triumphant (2022)
- Ashes, Organs, Blood and Crypts (2023)

### EP и синглы
- Retribution for the Dead (1991)
- Fiend for Blood (1992)
- Horrific Obsession (2009)
- The Tomb Within (2010)
- Skull Grinder (2015)
- Puncturing the Grotesque (2017)

### Живые альбомы
- Dead as Fuck (2004)

### Демо
- 1987 Demo (1987)
- Critical Madness (1988)

### Компиляции
- Ridden with Disease (2000)
- Torn from the Grave (2001)
- All Tomorrow’s Funerals (2012)
- Critical Madness: The Demo Years (2018)

## Состав группы

### Текущий состав
- Chris Reifert — вокал/ударные (1987 — наше время)
- Danny Coralles — гитара (1987 — наше время)
- Eric Cutler — гитара (1987 — наше время)
- Joe Trevisano — бас (2010 — наше время)

### Бывшие участники
- Eric Eigard — бас (1987—1988)
- Ken Sorvari — бас (1988)
- Steve Cutler — бас (1990—1991)
- Josh Barohn — бас (1991—1993)
- Freeway Migliore — бас (1993—1995)
- Дэн Лилкер — бас (2010, фестиваль «Maryland Deathfest Show»)

### Сессионные музыканты
- Стив Диджорджио — бас (альбом «Severed Survival» и сингл «Fiend for Blood»)

### Официальные сайты
1. AUTOPSY (Official) | Free Music, Tour Dates, Photos, Videos Архивная копия от 2 октября 2011 на Wayback Machine

### Неофициальные сайты, фэн-сайты и форумы
1. MusicMight::Artists::AUTOPSY
2. Autopsy. Биография группы.
3. Autopsy To Reunite For Next Year’s Maryland Deathfest Архивная копия от 10 декабря 2011 на Wayback Machine

## Интервью
1. Интервью Криса Райферта журналу DarkCity